# Coupe Challenge féminine de handball 2019-2020
Navigation
Coupe Challenge 2018-2019 Coupe européenne 2020-2021
La Coupe Challenge 2019-2020 est la 27e édition de la Coupe Challenge féminine de handball, compétition créée en 1993.
En conséquence de la pandémie de Covid-19, la Fédération européenne de handball a annoncé le 24 avril 2020 que la compétition était annulée.

## Résultats

### Tour préliminaire
Le tour préliminaire oppose 22 clubs.
| Date Aller       | Club                   | Aller   | Total   | Retour  | Club                      | Date             |
| ---------------- | ---------------------- | ------- | ------- | ------- | ------------------------- | ---------------- |
| 8 novembre 2020  | ŽRK Zaječar            | 50 – 20 | 94 – 43 | 44 – 23 | ZRK Pelister 2012         | 9 novembre 2020  |
| 10 novembre 2020 | DHC Sokol Poruba       | 34 – 25 | 52 – 51 | 18 – 26 | Ankara Yenimahalle BSK    | 17 novembre 2020 |
| 8 novembre 2020  | ŽRK Bjelovar           | 28 – 23 | 60 – 61 | 32 – 28 | AC Alavarium              | 9 novembre 2020  |
| 9 novembre 2020  | OF Néa Ionía           | 19 – 28 | 37 – 43 | 18 – 15 | SIR 1º Maio / Ada CJB     | 10 novembre 2020 |
| 9 novembre 2020  | ORK Rudar              | 19 – 26 | 37 – 50 | 18 – 24 | Žalgiris Kaunas           | 17 novembre 2020 |
| 9 novembre 2020  | SSV Brixen Südtirol    | 31 – 18 | 57 – 40 | 26 – 22 | Ariosto Pallamano Ferrara | 16 novembre 2020 |
| 10 novembre 2020 | KH-7 BM Granollers     | 34 – 29 | 67 – 61 | 33 – 32 | BNTU-BelAZ Minsk Reg      | 16 novembre 2020 |
| 10 novembre 2020 | DHB Rotweiss Thoune    | 17 – 25 | 34 – 47 | 17 – 22 | Mecalia Atlético Guardés  | 17 novembre 2020 |
| 15 novembre 2020 | ŽRK Krivaja Zavidovići | 25 – 21 | 47 – 52 | 22 – 31 | Maccabi Rishon LeZion     | 16 novembre 2020 |
| 15 novembre 2020 | AC Veria 2017          | 23 – 27 | 50 – 53 | 27 – 26 | HIB Handball Graz         | 16 novembre 2020 |
| 16 novembre 2020 | ŽRK Hadžići            | 23 – 37 | 51 – 65 | 28–28   | CS Madeira                | 17 novembre 2020 |

### Huitièmes de finale
Les huitièmes de finale oppose 11 clubs issus du tour préliminaire ainsi que les 3 clubs directement qualifiés : le ŽRK Lokomotiva Zagreb le JuRo Unirek VZV et le ŽRK Naisa Niš.
| Date Aller       | Club                     | Aller | Total | Retour | Club                  | Date Retour      |
| ---------------- | ------------------------ | ----- | ----- | ------ | --------------------- | ---------------- |
| 1er février 2020 | SIR 1º Maio / Ada CJB    | 21–33 | 37–60 | 16–27  | ŽRK Lokomotiva Zagreb | 2 février 2020   |
| 1er février 2020 | CS Madeira               | 37–19 | 62–33 | 25–14  | ŽRK Zaječar           | 2 février 2020   |
| 1er février 2020 | Mecalia Atlético Guardés | 30–23 | 64–57 | 34–34  | Žalgiris Kaunas       | 2 février 2020   |
| 1er février 2020 | DHC Sokol Poruba         | 19–32 | 42–72 | 23–40  | KH-7 BM Granollers    | 9 février 2020   |
| 1er février 2020 | HIB Handball Graz        | 14–30 | 38–60 | 24–30  | ŽRK Naisa Niš         | 8 février 2020   |
| 1er février 2020 | JuRo Unirek VZV          | 29–24 | 55–44 | 26–20  | SSV Brixen Südtirol   | 8 février 2020   |
| 31 janvier 2020  | ŽRK Bjelovar             | 23–25 | 56–46 | 33–21  | Maccabi Rishon LeZion | 1er février 2020 |

### Phase finale
|  | Quarts de finale                     | Quarts de finale                     | Quarts de finale                     | Quarts de finale                     |                       |  | Demi-finales      | Demi-finales      | Demi-finales      | Demi-finales      |  |  | Finale               | Finale               | Finale               | Finale               |
|  |                                      |                                      |                                      |                                      |                       |  |                   |                   |                   |                   |  |  |                      |                      |                      |                      |
|  | 29 février/1er mars et 7/8 mars 2020 | 29 février/1er mars et 7/8 mars 2020 | 29 février/1er mars et 7/8 mars 2020 | 29 février/1er mars et 7/8 mars 2020 |                       |  | 4/5 et 11/12 2020 | 4/5 et 11/12 2020 | 4/5 et 11/12 2020 | 4/5 et 11/12 2020 |  |  | 2/3 et 9/10 mai 2020 | 2/3 et 9/10 mai 2020 | 2/3 et 9/10 mai 2020 | 2/3 et 9/10 mai 2020 |
|  | 29 février/1er mars et 7/8 mars 2020 | 29 février/1er mars et 7/8 mars 2020 | 29 février/1er mars et 7/8 mars 2020 | 29 février/1er mars et 7/8 mars 2020 |                       |  | 4/5 et 11/12 2020 | 4/5 et 11/12 2020 | 4/5 et 11/12 2020 | 4/5 et 11/12 2020 |  |  | 2/3 et 9/10 mai 2020 | 2/3 et 9/10 mai 2020 | 2/3 et 9/10 mai 2020 | 2/3 et 9/10 mai 2020 |
|  | ŽRK Lokomotiva Zagreb                | ŽRK Lokomotiva Zagreb                | 30                                   | 28                                   |                       |  | 4/5 et 11/12 2020 | 4/5 et 11/12 2020 | 4/5 et 11/12 2020 | 4/5 et 11/12 2020 |  |  | 2/3 et 9/10 mai 2020 | 2/3 et 9/10 mai 2020 | 2/3 et 9/10 mai 2020 | 2/3 et 9/10 mai 2020 |
|  | ŽRK Lokomotiva Zagreb                | ŽRK Lokomotiva Zagreb                | 30                                   | 28                                   |                       |  | 4/5 et 11/12 2020 | 4/5 et 11/12 2020 | 4/5 et 11/12 2020 | 4/5 et 11/12 2020 |  |  | 2/3 et 9/10 mai 2020 | 2/3 et 9/10 mai 2020 | 2/3 et 9/10 mai 2020 | 2/3 et 9/10 mai 2020 |
|  | ŽRK Bjelovar                         | ŽRK Bjelovar                         | 23                                   | 21                                   |                       |  | 4/5 et 11/12 2020 | 4/5 et 11/12 2020 | 4/5 et 11/12 2020 | 4/5 et 11/12 2020 |  |  | 2/3 et 9/10 mai 2020 | 2/3 et 9/10 mai 2020 | 2/3 et 9/10 mai 2020 | 2/3 et 9/10 mai 2020 |
|  | ŽRK Bjelovar                         | ŽRK Bjelovar                         | 23                                   | 21                                   | ŽRK Lokomotiva Zagreb |  |                   |                   |                   |                   |  |  | 2/3 et 9/10 mai 2020 | 2/3 et 9/10 mai 2020 | 2/3 et 9/10 mai 2020 | 2/3 et 9/10 mai 2020 |
|  | 29 février/1er mars et 7/8 mars 2020 |                                      |                                      |                                      |                       |  |                   |                   |                   |                   |  |  | 2/3 et 9/10 mai 2020 | 2/3 et 9/10 mai 2020 | 2/3 et 9/10 mai 2020 | 2/3 et 9/10 mai 2020 |
|  |                                      |                                      | ŽRK Naisa Niš                        |                                      |                       |  |                   |                   |                   |                   |  |  | 2/3 et 9/10 mai 2020 | 2/3 et 9/10 mai 2020 | 2/3 et 9/10 mai 2020 | 2/3 et 9/10 mai 2020 |
|  | CS Madeira                           | CS Madeira                           | 19                                   | 21                                   |                       |  |                   |                   |                   |                   |  |  | 2/3 et 9/10 mai 2020 | 2/3 et 9/10 mai 2020 | 2/3 et 9/10 mai 2020 | 2/3 et 9/10 mai 2020 |
|  | CS Madeira                           | CS Madeira                           | 19                                   | 21                                   | 4/5 et 11/12 2020     |  |                   |                   |                   |                   |  |  | 2/3 et 9/10 mai 2020 | 2/3 et 9/10 mai 2020 | 2/3 et 9/10 mai 2020 | 2/3 et 9/10 mai 2020 |
|  | ŽRK Naisa Niš                        | ŽRK Naisa Niš                        | 33                                   | 27                                   |                       |  |                   |                   |                   |                   |  |  | 2/3 et 9/10 mai 2020 | 2/3 et 9/10 mai 2020 | 2/3 et 9/10 mai 2020 | 2/3 et 9/10 mai 2020 |
|  | ŽRK Naisa Niš                        | ŽRK Naisa Niš                        | 33                                   | 27                                   |                       |  |                   |                   |                   |                   |  |  |                      |                      |                      |                      |
|  | 29 février/1er mars et 7/8 mars 2020 |                                      |                                      |                                      |                       |  |                   |                   |                   |                   |  |  |                      |                      |                      |                      |
|  |                                      |                                      |                                      |                                      |                       |  |                   |                   |                   |                   |  |  |                      |                      |                      |                      |
|  | BM Aula Valladolid                   | BM Aula Valladolid                   | 26                                   | 23                                   |                       |  |                   |                   |                   |                   |  |  |                      |                      |                      |                      |
|  | BM Aula Valladolid                   | BM Aula Valladolid                   | 26                                   | 23                                   |                       |  |                   |                   |                   |                   |  |  |                      |                      |                      |                      |
|  | Mecalia Atlético Guardés             | Mecalia Atlético Guardés             | 22                                   | 23                                   |                       |  |                   |                   |                   |                   |  |  |                      |                      |                      |                      |
|  | Mecalia Atlético Guardés             | Mecalia Atlético Guardés             | 22                                   | 23                                   | BM Aula Valladolid    |  |                   |                   |                   |                   |  |  |                      |                      |                      |                      |
|  | 29 février/1er mars et 7/8 mars 2020 |                                      |                                      |                                      |                       |  |                   |                   |                   |                   |  |  |                      |                      |                      |                      |
|  |                                      |                                      | KH-7 BM Granollers                   |                                      |                       |  |                   |                   |                   |                   |  |  |                      |                      |                      |                      |
|  | JuRo Unirek VZV                      | JuRo Unirek VZV                      | 26                                   | 30                                   |                       |  |                   |                   |                   |                   |  |  |                      |                      |                      |                      |
|  | JuRo Unirek VZV                      | JuRo Unirek VZV                      | 26                                   | 30                                   |                       |  |                   |                   |                   |                   |  |  |                      |                      |                      |                      |
|  | KH-7 BM Granollers                   | KH-7 BM Granollers                   | 25                                   | 36                                   |                       |  |                   |                   |                   |                   |  |  |                      |                      |                      |                      |
|  | KH-7 BM Granollers                   | KH-7 BM Granollers                   | 25                                   | 36                                   |                       |  |                   |                   |                   |                   |  |  |                      |                      |                      |                      |
|  |                                      |                                      |                                      |                                      |                       |  |                   |                   |                   |                   |  |  |                      |                      |                      |                      |

#### Quarts de finale
Les quarts de finale oppose 7 clubs issus des huitièmes de finale ainsi que le BM Aula Valladolid, directement qualifié pour ce stade de la compétition.
| Date Aller | Club                  | Aller | Total | Retour | Club                     | Date Retour |
| ---------- | --------------------- | ----- | ----- | ------ | ------------------------ | ----------- |
| 1er mars   | BM Aula Valladolid    | 26–22 | 49–45 | 23–23  | Mecalia Atlético Guardés | 8 mars 2020 |
| 29 février | JuRo Unirek VZV       | 26–25 | 56–61 | 30–36  | KH-7 BM Granollers       | 8 mars 2020 |
| 7 mars     | CS Madeira            | 19–33 | 40–60 | 21–27  | ŽRK Naisa Niš            | 8 mars 2020 |
| 29 février | ŽRK Lokomotiva Zagreb | 30–23 | 58–44 | 28–21  | ŽRK Bjelovar             | 7 mars 2020 |

#### Demi-finales
Les demi-finales ont été annulées le 24 avril 2020. Les oppositions initialement prévues étaient :
| Date Aller | Club                  | Aller | Total | Retour | Club               | Date Retour |
| ---------- | --------------------- | ----- | ----- | ------ | ------------------ | ----------- |
| avril 2020 | ŽRK Lokomotiva Zagreb | –     | –     | –      | ŽRK Naisa Niš      | avril 2020  |
| avril 2020 | BM Aula Valladolid    | –     | –     | –      | KH-7 BM Granollers | avril 2020  |

## Statistiques
| Rang | Nom           | Équipe                   | Buts |
| ---- | ------------- | ------------------------ | ---- |
| 1    | Ona Vegué     | KH-7 BM Granollers       | 30   |
| 2    | Stela Posavec | ŽRK Lokomotiva Zagreb    | 28   |
| 3    | Carmen Campos | Mecalia Atlético Guardés | 24   |